# Нябе
Нябе (вьет. huyện Nhà Bè) — пригородный сельский уезд, расположенный на юго-востоке Хошимина (Вьетнам). В уезде проживает 103 тысячи человек.

## География
Уезд Нябе расположен на юго-востоке города Хошимин, примерно в 12 км от центра города.
Административные границы Нябе:
- на севере граничит с городским районом 7 Хошимина,
- южной границей является граница уезда Канзюок провинции Лонган,
- с востока уезд ограничен рекой Нябе (за рекой провинция Донгнай) и рекой Соайзап (за ней уезд Канзё),
- городской район Биньтянь примыкает к Нябе с запада.

Уезд расположен на важном водном пути от моря к центру города Хошимин. В западной части уезда Нябе канал Кайхо соединяет дельту Меконга с Хошимином.
Речная система южного Вьетнама удобна для расширения транспортной сети, что позволяет строить глубоководные порты, способные принимать крупнотоннажные суда. Непосредственно в Нябе компания Petrolimex Saigon построила нефтеналивной терминал.
Из-за близости уезда к устью реки, в сухой сезон здесь часто ощущается нехватка питьевой воды.
В состав уезда Нябе входит город Нябе и 6 общин — Хиепфыок, Лонгтхой, Нёндык, Фусюан, Фыоккьен и Фыоклок.

## История

### Французский колониальный период
5 июня 1862 года, после заключения Сайгонского договора, французы взяли под свою власть три провинции юго-востока Вьетнама. Административная структура несколько лет оставалась прежней, но в 1866 году Франция объединила районы Биньзыонг и Биньлонг в графство Сайгон, куда вошла и территория современного Нябе.

### С 1975 года по настоящее время
После того, как 30 апреля 1975 года Временное правительство Республики Южный Вьетнам захватило столицу Сайгон и прилегающие районы, 3 мая 1975 года был административно выделен город Сайгон-Зядинь. В соответствии с постановлением от 9 мая 1975 года в городе Сайгон-Зядинь был образован район (уезд) Нябе.

## Экономика
В уезде активно развивается промышленность, торговля, сфера услуг, транспорт, но большую роль продолжает играть сельское хозяйство.
В связи с ростом Хошимина в Нябе строятся новые городские районы с жилой застройкой — кампус университета ABC, городской район The Star Village, городской район GS Metrocity, городской район Сан-Сити Фыоккиен, квартал Гарден-парк и другие.